# Консолидированный бюджет
Консолидированный бюджет — свод бюджетов всех уровней на соответствующей территории, используемый при прогнозировании, расчетах, анализе.
В России к.б. Российской Федерации состоит из Федерального бюджета страны и к.б. всех субъектов федерации.

## Консолидированный бюджет Российской Федерации
Консолидированный бюджет Российской Федерации — свод бюджетов бюджетной системы Российской Федерации на соответствующей территории (за исключением бюджетов государственных внебюджетных фондов) без учета межбюджетных трансфертов между этими бюджетами (ст. 6 Бюджетного кодекса РФ).
| Доходы, всего                                               | 39 497,6 млрд. рублей. |
| Нефтегазовые доходы                                         | 7 924,8 млрд. рублей.  |
| Ненефтегазовые доходы                                       | 31 573,3 млрд. рублей  |
| НДС                                                         | 7 095,4 млрд. рублей.  |
| Акцизы                                                      | 1 792,3 млрд. рублей.  |
| Налог на прибыль                                            | 4 543,2 млрд. рублей   |
| Налог на доходы физических лиц                              | 3 956,4 млрд. рублей.  |
| Ввозные пошлины                                             | 716 млрд. рублей.      |
| Страховые взносы на обязательное социальное страхование     | 8 167,2 млрд. рублей.  |
| Прочие доходы                                               | 5 301,9 млрд. рублей.  |
| Расходы, всего                                              | 37 382,2 млрд. рублей. |
| Общегосударственные вопросы                                 | 2 334,8 млрд. рублей.  |
| Национальная оборона                                        | 2 998,9 млрд. рублей.  |
| Национальная безопасность и правоохранительная деятельность | 2 233,6 млрд. рублей.  |
| Национальная экономика                                      | 5 171,8 млрд. рублей.  |
| Жилищно-коммунальное хозяйство                              | 1 574,9 млрд. рублей.  |
| Охрана окружающей среды                                     | 250,3 млрд. рублей.    |
| Образование                                                 | 4 050,7 млрд. рублей.  |
| Культура, кинематография                                    | 587,9 млрд. рублей.    |
| Здравоохранение                                             | 3 789,7 млрд. рублей.  |
| Социальная политика                                         | 13 022,8 млрд. рублей. |
| Физическая культура и спорт                                 | 375,5 млрд. рублей.    |
| Средства массовой информации                                | 156,1 млрд. рублей.    |
| Обслуживание государственного и муниципального долга        | 835,4 млрд. рублей.    |
| Профицит                                                    | 2 115,3 млрд. рублей.  |

## Консолидированный бюджет субъекта Российской Федерации
Консолидированный бюджет субъекта РФ — представляют собой свод регионального бюджета, местных бюджетов территорий, административно входящих в субъект Федерации без бюджета государственного территориального фонда обязательного медицинского страхования ТФОМС.
Консолидированный (сводный) бюджет области выполняет функцию объединений бюджетных показателей территории. В нём находят отражение результаты разработки и реализации бюджетно-финансовой политики в регионе; условия сбалансированности доходов и расходов в целом по субъекту Федерации.